# 1944年ロンドンオリンピック
1944年ロンドンオリンピック（1944ねんロンドンオリンピック）は、1944年にロンドンで行なわれる予定だったオリンピック競技大会。ロンドン1944（London 1944）と呼称される。1939年に開かれた第38次IOC総会でロンドンでの開催が決定したが、同年に勃発した第二次世界大戦によって中止に追い込まれた。ロンドンは次の大会開催地に立候補し、4年後に1948年ロンドンオリンピックが開催されることになった。
戦争にもかかわらず、IOCは第13回オリンピックを記念する多くの行事を本部のあるスイスのローザンヌで開催した。
なおロンドンでは1908年と2012年にもオリンピックの開催地となっており、中止となった本大会を含めると4回開催地に選ばれている。夏季大会は非開催であった場合でも第1回からの通し回次が付くため、ロンドンの4回（実質3回）の五輪開催は歴代最多（2023年現在）となる。